# Kolanuss

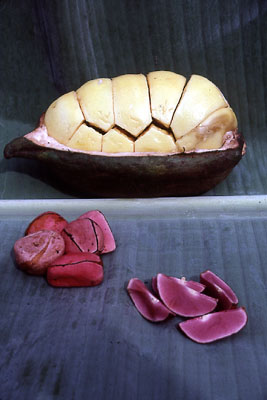
Cola Balgfrucht und Samen mit weißlicher, fleischiger Samenschale, darunter die Kotyledonen (die Nüsse) als Ganzes und geteilt

Als Kolanuss, auch Colanuss, Goronuss, Bissynuss oder Kakkoruku, werden die gesamten oder auch die einzelnen, aufgetrennten Kotyledonen der Samen von in den Tropen, vor allem in West- und Zentralafrika, beheimateten Kolabäumen (Cola) bezeichnet. Sie stammen hauptsächlich von Cola acuminata und Cola nitida, aber seltener auch noch von anderen Cola-Arten. Besonders kultiviert werden sie unter anderem in Nigeria.

## Beschreibung
Kolanüsse reifen in einer Balgfrucht, die Teil einer Sammelbalgfrucht ist; in einer Balgfrucht sind insgesamt vier bis zu 14 oder mehr „Nüsse“ enthalten. Die grünen bis bräunlichen Balgfrüchte sind eiförmig bis länglich oder rundlich, mit einer mehr oder weniger höckrigen bis relativ glatten Oberfläche und sie werden 12 bis zu 20 Zentimeter lang. Die rundkantigen Samen sind glatt und ungleichförmig, von rundlich oder eiförmig bis ellipsoid oder vierkantig, und sie sind teils einseitig abgeflacht bis scheibenförmig. Sie besitzen eine weißliche, fleischige und weichliche Samenschale (Sarkotesta, Arillus) und ein papieriges, bräunliches Tegmen, die dann entfernt werden. Darunter sind die großen, zusammenhängenden 2 (bis 7) Kotyledonen (die Nüsse). Sie sind mehr oder weniger rötlich bis purpurfarben oder gelblich bis beige und etwa 2 bis 4 Zentimeter groß. Die einzelnen Kotyledonen der Samen können leicht voneinander gelöst und einzeln verwendet werden.
Die Kolanuss ist in Europa im Handel meist zu Pulver zermahlen erhältlich.

## Inhaltsstoffe

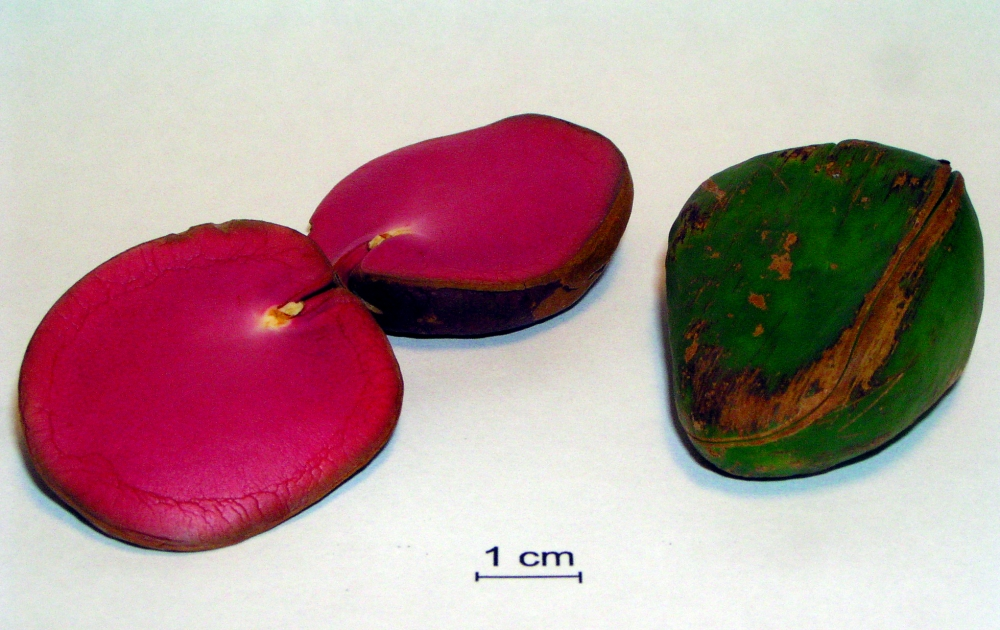
Kolanüsse (Kotyledonen) links: aufgeklappt

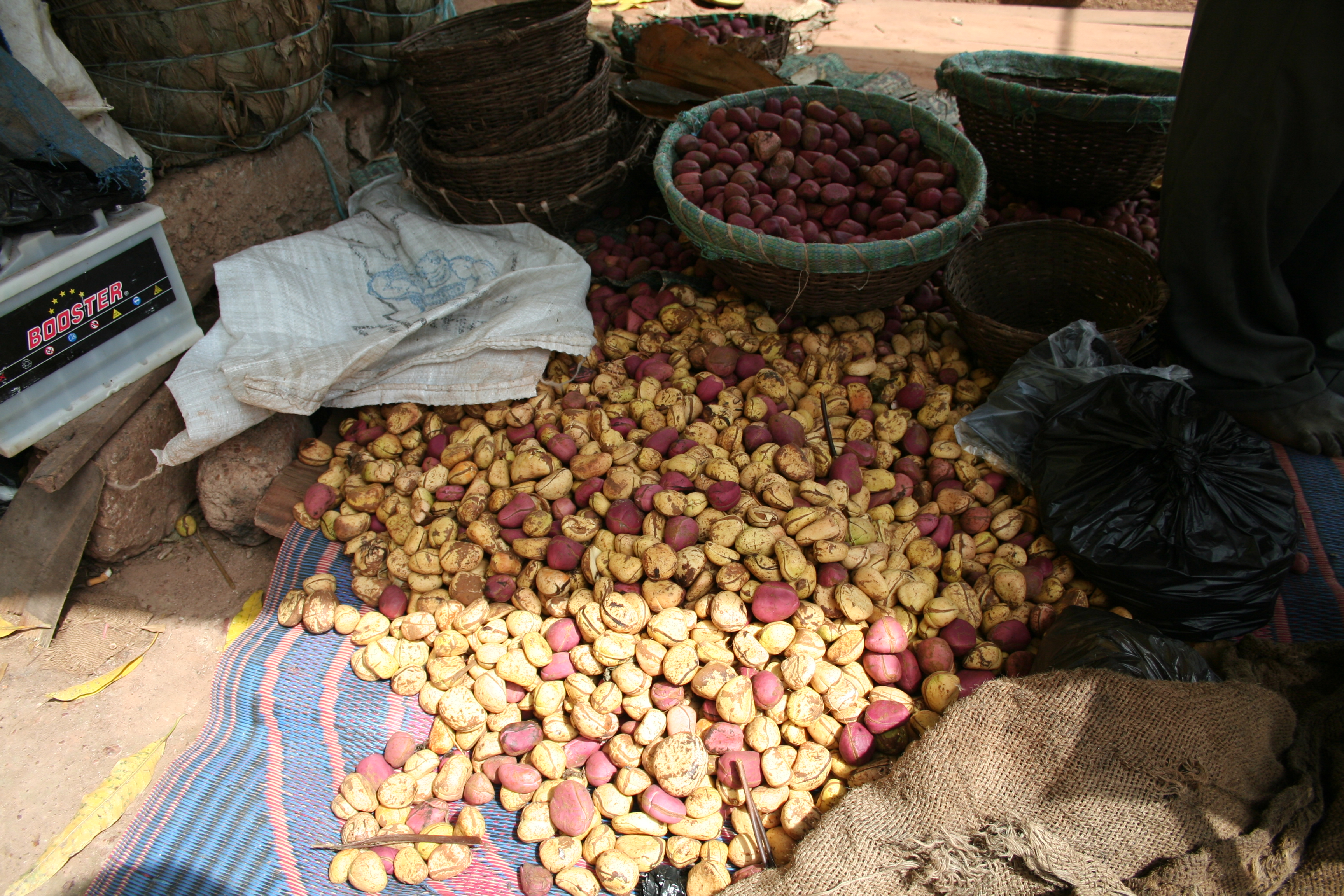
Kolanüsse auf dem Markt von Ouagadougou (Burkina Faso)

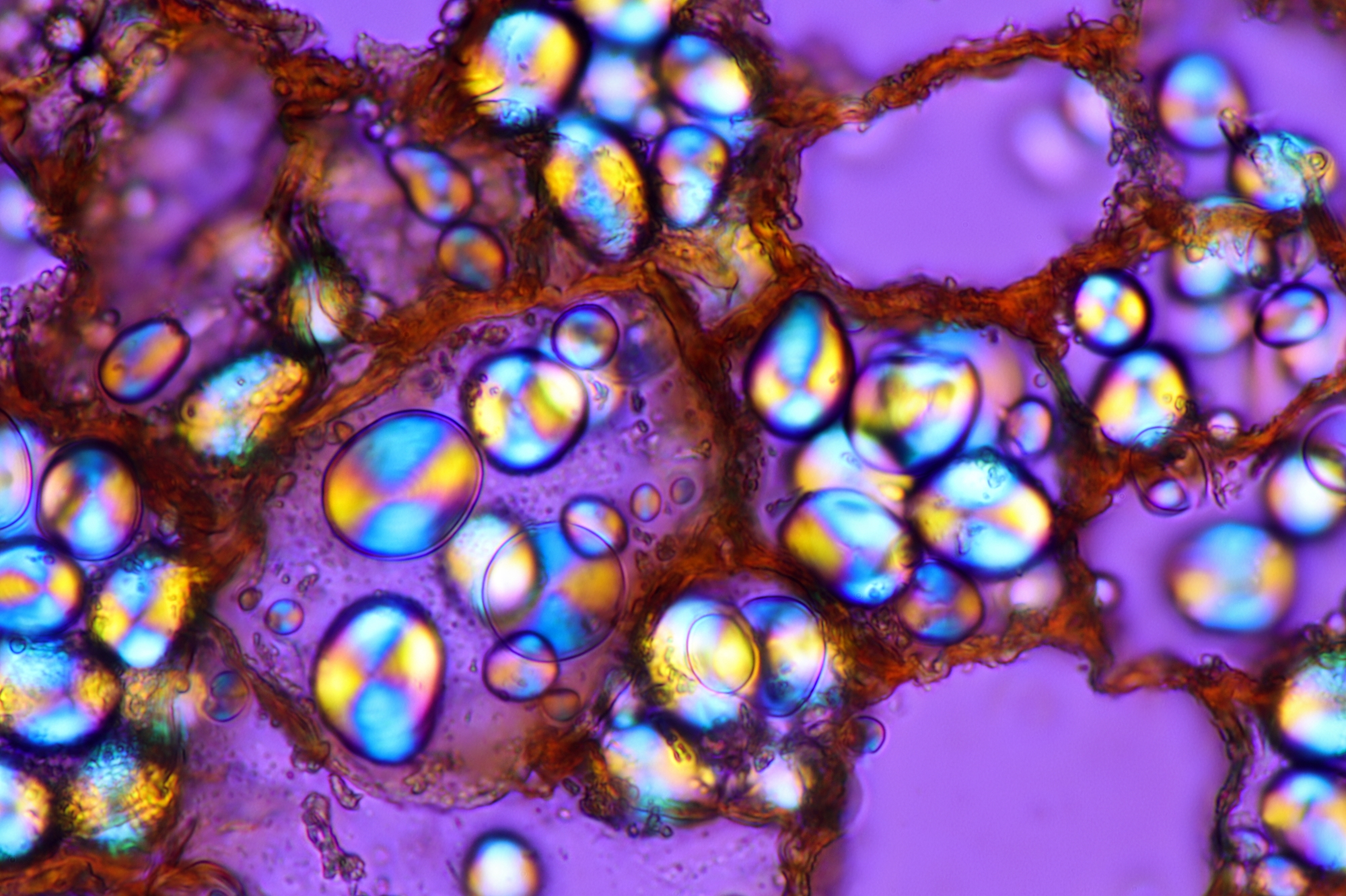
Kolanuss: Stärke im Parenchym der Kotyledonen
(Mikroskopische Aufnahme im polarisierten Licht)

Die Hauptwirkstoffe sind Koffein (2,2 bis zu 3,5 %) und Theobromin (0,04 %). Damit liegt der Koffeingehalt der Kolanuss deutlich über dem von herkömmlichem Kaffee. Zum Theobromingehalt gibt es verschiedene Angaben in der Literatur (0,05 % –1 %); eine aktuelle Untersuchung ergab 0,31 %. Außerdem sind enthalten: Catechin, Epicatechin, Procyanidine, Gerbstoffe, bis zu 45 % Stärke, Proteine, Zucker, Fette und Mineralstoffe.

## Wirkung/Verwendung
In Afrika ist die Kolanuss seit Jahrhunderten ein gängiges Genussmittel. Dort werden die leicht bitteren, erdig schmeckenden, etwa walnussgroßen „Nüsse“ entlang der Naht aufgebrochen, in kleinere Teile zerbrochen, etwa eine Stunde gekaut und anschließend ausgespuckt.
Die Kolanuss entfaltet aufgrund ihres hohen Koffeingehaltes unter anderem eine stimulierende Wirkung. Das Koffein ist in der Kolanuss anders gebunden als im für Koffein bekannteren Kaffee und entfaltet deshalb eine andere Wirkungsweise als letzterer. Die infolge von Kaffeekonsum oft auftretenden Nebenwirkungen wie beispielsweise Herzrasen und Nervosität treten bei der Kolanuss deshalb nur bedingt auf. Weiter sind eine verdauungsanregende und schmerzstillende Wirkung bekannt, wobei sie auch Hunger und Durst unterdrücken sowie die Hirnaktivität anregen soll. Sie wird gegen Kopfschmerzen, Fieber, Erbrechen und Durchfall eingesetzt. Sie regt die Darmperistaltik an. Es wird auch von aphrodisierender Wirkung berichtet, die wohl auf das für Koffein und Theobromin übliche gesteigerte Adrenalin- und Serotoninniveau zurückzuführen ist. Sie soll auch bei Seekrankheit helfen.
Sie werden auch zusammen mit den „Nüssen“ (Samen) von Garcinia kola gekaut. Man glaubt, durch die Verwendung den Genuss der Kolanüsse zu verbessern und auch den Verzehr größerer Mengen zu ermöglichen.
In vielen afrikanischen Kulturen kommt der Kolanuss eine besondere kulturelle Bedeutung zu. So ist es in manchen Volksgruppen üblich, als Geschenk an Gäste Kolanüsse zu überreichen, sie gelten als Symbol von Gastfreundschaft. Dem Konsum der Kolanuss kommt dabei ähnliche Bedeutung zu wie dem Friedenspfeiferauchen in uramerikanischen Kulturen. Auch ist es mancherorts üblich, dass der Bräutigam vor der Hochzeit den Eltern der Braut einen Korb Kolanüsse überreicht.

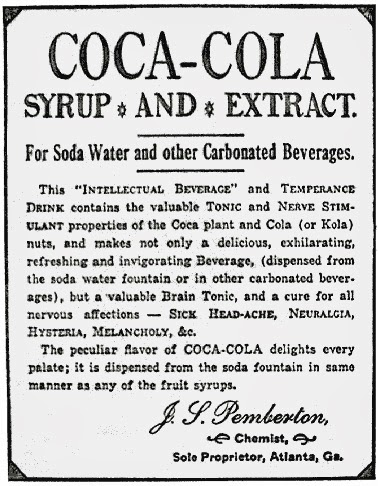
Coca-Cola-Werbung von 1886

Industriell wurden Extrakte der Kolanuss und des Cocastrauchs ursprünglich zur Herstellung von Erfrischungsgetränken wie Cola verwendet, mittlerweile sind die meisten Hersteller jedoch auf das deutlich billigere Koffein ausgewichen, das bei der Herstellung von entkoffeiniertem Kaffee abfällt. Auch die Verwendung der Coca-Extrakte wurde bald nach der Erfindung eingestellt.
Colagetränke, die heute noch Extrakte der natürlichen Kolanuss enthalten, sind etwa Fever-Tree, Premium Cola, Community Cola, Fritz-Kola, Club-Mate Cola, Mio Mio Cola, das Schweizer Produkt Vivi Kola oder Red Bull Cola. Kakaogetränkepulver von KolaKao enthalten über 40 % Kolanusspulver und 1,6 % stecken in der Energie-Schokolade Scho-Ka-Kola. Die Kolanuss findet auch als Zutat von Kräuter- und Früchtetees Verwendung.

## Wirtschaftliche Bedeutung
2019 wurden laut der Ernährungs- und Landwirtschaftsorganisation FAO weltweit 306.415 t Kolanüsse geerntet. Die Nüsse werden nur in sieben afrikanischen Ländern in nennenswerter Menge produziert. Hauptproduzent war Nigeria, das 52,6 % der Welternte einbrachte.